# China Huadian Corporation
China Huadian Corporation (en mandarin simplifié : 华电集团) est une entreprise chinoise de production d'électricité.

## Histoire
Elle est issue en 2002 de la scission de la compagnie nationale électrique, avec 4 autres entreprises China Guodian Corporation, State Power Investment, China Huaneng Group et China Datang.